# Diplostephium lechleri
Diplostephium lechleri là một loài thực vật có hoa trong họ Cúc. Loài này được (Sch.Bip.) Wedd. mô tả khoa học đầu tiên năm 1857.